# Exoprosopa siva
Exoprosopa siva är en tvåvingeart som beskrevs av Nurse 1922. Exoprosopa siva ingår i släktet Exoprosopa och familjen svävflugor. Inga underarter finns listade i Catalogue of Life.